# Crucoli
Crucoli is een gemeente in de Italiaanse provincie Crotone (regio Calabrië) en telt 3276 inwoners (31-12-2004). De oppervlakte bedraagt 49,8 km², de bevolkingsdichtheid is 67,8 inwoners per km².
De volgende frazioni maken deel uit van de gemeente: Torretta.

## Demografie
Crucoli telt ongeveer 1092 huishoudens. Het aantal inwoners daalde in de periode 1991-2001 met 14,2% volgens cijfers uit de tienjaarlijkse volkstellingen van ISTAT.
| Jaar | Inwoneraantal |
| ---- | ------------- |
| 1991 | 3936          |
| 2001 | 3377          |

## Geografie
Crucoli grenst aan de volgende gemeenten: Cariati (CS), Cirò, Scala Coeli (CS), Terravecchia (CS), Umbriatico.